# SStB – Bavaria
Die Dampflokomotive „BAVARIA“ war eine Güterzuglokomotive der k.k. südlichen Staatsbahn.
Sie wurde aus Anlass des Semmering-Wettbewerbes 1851 von der Lokomotiven- und Maschinenfabrik J.A. Maffei in München gebaut.
Die anderen drei Lokomotiven, die in diesem Wettbewerb um die geeignete Lokomotive für die Semmeringbahn teilnahmen, waren die „SERAING“, die „NEUSTADT“ und die „VINDOBONA“.
Die „BAVARIA“ hatte vier Achsen, von denen die vorderen zwei in einem Drehgestell gelagert waren.
Die Räder des Drehgestells und die Räder des dreiachsigen Tenders waren durch Kuppelstangen verbunden.
Von der hinter der Feuerbüchse angeordneten Treibachse wurden die Tenderachsen durch innerhalb der Rahmen liegende Kettenräder und eine Kette angetrieben.
Genauso waren die Achsen des Drehgestells mit der vor der Feuerbüchse gelegenen Kuppelachse verbunden.
So konnte das Gesamtgewicht der Lokomotive und des Tenders als Adhäsionsgewicht genutzt werden.
Bei den im Laufe des Wettbewerbs durchgeführten Leistungsproben übertraf die Lokomotive die vorgeschriebenen Leistungsparameter bei weitem und landete auf dem ersten Platz. Das Fahrzeug wurde um 20.000 Dukaten vom Staat angekauft.
Bei weiteren Versuchsfahrten (zwischen 12. Januar und 28. April 1852) stellte sich aber heraus, dass die für den Antrieb erforderlichen Ketten nur einige Tage der Belastung standhielten. Ohne diese Ketten hätte die Leistung der „BAVARIA“ allerdings einer zweifach gekuppelten Maschine entsprochen, womit sie für den Betrieb am Semmering nicht geeignet gewesen wäre.
Wegen der oben genannten Mängel wurde die Maschine bald abgestellt und schließlich verschrottet.
Ihr starker Kessel lieferte noch bis in die Mitte der 1860er-Jahre als stationärer Kessel Dampf in der Grazer Betriebswerkstätte der Südlichen Staatsbahn.